# Andreas Everardus van Braam Houckgeest

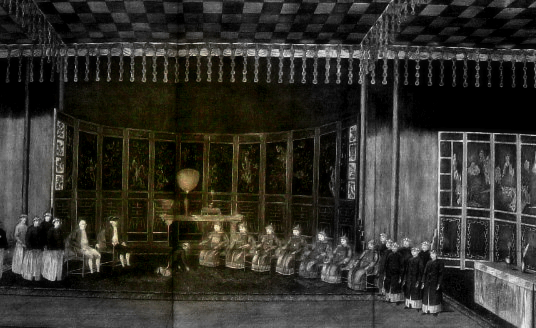
Přijetí poslední evropské delegace u dvora císaře Čchien-lunga roku 1795. A.E. van Braam Houckgeest je sedící Evropan bez klobouku. Ilustraci si Braam objednal roku 1798 pro svou knihu popisující nizozemskou misi.

Andreas Everardus van Braam Houckgeest (1. listopadu 1739 Werkhoven, Nizozemí – 8. července 1801 Amsterdam, Nizozemí) byl nizozemský a americký obchodník, známý díky účasti v diplomatické misi nizozemské Východoindické společnosti k čínskému císařskému dvoru roku 1795.

## Život
Roku 1757 vstoupil k nizozemskému námořnictvu, ale brzy začal pracovat pro Východoindickou společnost. Roku 1758 přijel do Číny a následující léta strávil jako zaměstnanec společnosti obchody v Kantonu a Macau. Během let také dvakrát navštívil Evropu a při poslední návštěvě se oženil.
Roku 1773 opustil Čínu a usadil se na venkově nedaleko Zutphenu v nizozemském Gelderlandu. Pod dojmem americké revoluce přesídlil roku 1783 do Charlestonu v Jižní Karolíně a začal zde na plantáži pěstovat rýži, příští rok získal americké občanství. Po několika letech opustil v důsledku rodinné tragédie Spojené státy a přijal místo vedoucího faktorie nizozemské Východoindické společnosti v Kantonu, kam dorazil roku 1790.

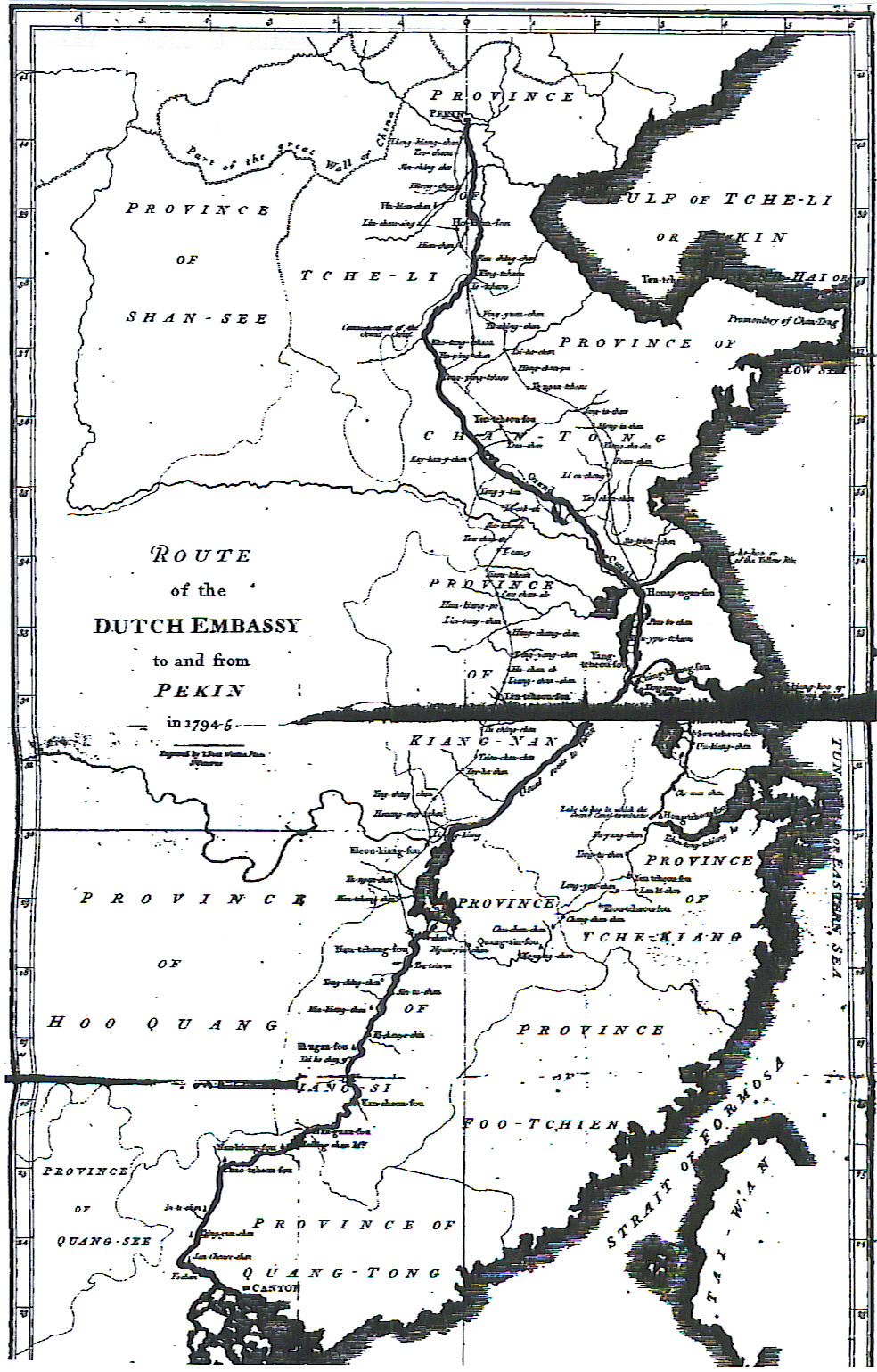
Cesta nizozemské diplomatické mise z Kantonu do Pekingu, 1794-1795.

Poté, co se seznámil s existencí britského vyslanectví u čínského dvora v Pekingu, zažádal nadřízené v Batávii o vyslání zástupce Východoindické společnosti k pekingskému dvoru při příležitosti oslav šedesáti let vlády císaře Čchien-lunga. Návrh byl akceptován a do čela mise byl jmenován Isaac Titsingh (1745–1812).
V listopadu 1794 se Titsingh s doprovodem, včetně Braama, vydal z Kantonu do Pekingu, kam dorazil v lednu 1795. Nizozemci (a ostatní evropští vyslanci) byli přijati císařem mezi ostatními tributárními státy.
Po návratu do Kantonu v březnu 1795 Braam nenašel loď do Nizozemska, tak nastoupil na jinou, plující do Philadelphie, kam dorazil roku 1796. Usadil se v pensylvánském Bristolu a publikoval popis nedávné diplomatické mise, ale už roku 1798 se vrátil do Evropy. Zemřel roku 1801 v Amsterdamu.

## Dílo
- Voyage de l'ambassade de la Compagnie des Indes Orientales hollandaises vers l'empereur de la Chine, dans les années 1794 et 1795. Philadelphia: M.L.E. Moreau de Saint-Méry, 1797.
- An authentic account of the embassy of the Dutch East-India company, to the court of the emperor of China, in the years 1794 and 1795, Vol. I.. London: R. Phillips, 1798. Dostupné v archivu pořízeném dne 2009-02-15. Archivováno 15. 2. 2009 na Wayback Machine.